# Daniel Pennac
Daniel Pennac, vlastním jménem Daniel Pennacchioni (* 1. prosince 1944 Casablanca, Maroko), je francouzský spisovatel. Ve Francii je jedním z nejpřekládanějších autorů (překládá se do více než třiceti jazyků světa). Píše knihy pro děti a mládež, stejně tak jako knihy pro dospělé čtenáře, kromě toho napsal i několik teoretických knih a esejů, stal se součástí týmu vytvářejícího komiksová alba a podílel se i na sestavení několika televizních a filmových scénářů.

## Život
Daniel Pennac byl nejmladším dítětem v rodině vojáka, proto se museli často stěhovat (nějakou dobu žili v Asii, Evropě i Africe). Čtení knih se mu neodmyslitelně pojí se vzpomínkami na otce, který vždy u čtení pokuřoval a vyzýval všechny své čtyři děti, aby se k němu přidaly a četly si také. Mimo jiné ho ke čtení přivedl také zákaz provádění volnočasového čtení vydaný na internátu, kde přebýval po dobu studia na střední škole. K zájmu o literaturu se tedy přidala i touha dělat něco nedovoleného. Následně studoval humanitní vědy (pedagogiku a literaturu) v Nice, které ho přivedly k učení a předávání moudrosti, a tak mezi léty 1965–1995 vyučoval druhý stupeň, načež se přesunul na gymnázia ležící v Soisson a v Paříži.

## Dílo
Svou prvotinu vytvořil Daniel Pennac v roce 1973, po dokončení základní vojenské služby. Na vojenskou službu také jeho pamflet reaguje, neboť se snaží potlačit přesvědčení o tom, že díky vojně se kluci stávají mužnější, zralejší a rovnější. Myslel však na pověst svého otce, a změnil si jméno. První knihu vydal pod pseudonymem Daniel Pennac.
V roce 1985 vyšel v Série noire (Černá série) první díl ságy s hlavním hrdinou smolařem Benjaminem Malaussenem Au bonheur des ogres (česky vychází pod názvem Lidožrouti z obchoďáku roku 2004 v nakladatelství Mladá fronta), která z něj udělá veřejně známou osobnost. Následně píše dětskou tetralogii (1992 - 1997) s hlavním hrdinou jménem Kamo, zaměřenou na školu a přátelství (česky tyto knihy vycházejí v letech 2012 – 2014 v nakladatelství Meander pod názvy Kamo - nápad století; Kamo a já; Kamo - Agentura Babylon; Kamo na útěku). V češtině byla roku 2011 vydána také dojemná próza se psím hrdinou určená dětem s názvem Pes paličák (vydalo nakladatelství Meander, originál vyšel pod názvem Cabot Caboche).
Mezi Pennacovy eseje patří například Comme un roman (v češtině vydáno roku 2004 pod názvem Jako román nakladatelstvím Mladá fronta), v němž se uvažuje nad tím, jakým způsobem dětem nejlépe předat potěšení ze čtení. Jeho myšlenky se také obrací k tomu, proč dospívající čtenáři čtou stále méně a jakou roli v tom hrají vyučující. Mezi jeho poslední díla patří kniha Journal d'un corps (vydaná roku 2012, jejíž název by se dal přeložit jako Tělesný deník) v níž jsou zaznamenány proměny mužského těla, jehož fyzická stránka osobnosti se stala protipólem k té psychické.

## Ocenění
Za svůj život obdržel několik ocenění:
- 1988 – Mystère de la critique za kriminální román s názvem La Fée carabine[1]
- 1990 – Inter Book Award
- 2000 – Prix Ulysse
- 2007 – Renaudotova cena za knihu Chagrin d'école[2]
- 2008 – Grand prix Metropolis bleu za celoživotní práci